# Phtheochroa dodrantaria
Phtheochroa dodrantaria es una especie de polilla de la familia Tortricidae. 

## Distribución
Se encuentra en Líbano, el Cercano Oriente y en Chipre.